# Serjania goniocarpa
Serjania goniocarpa är en kinesträdsväxtart som beskrevs av Ludwig Radlkofer. Serjania goniocarpa ingår i släktet Serjania och familjen kinesträdsväxter. Inga underarter finns listade i Catalogue of Life.